# 拡張倍精度浮動小数点数
拡張倍精度浮動小数点数（かくちょうばいせいどふどうしょうすうてんすう、英: Double extended precision floating point number、英: Extended precision floating point number）とは、浮動小数点数の形式の1つである。倍精度（64ビット）より大きく四倍精度（128ビット）より小さいものを指す。
他にもいくつかあるが、ここではx87の内部形式の80ビットの表現について説明する。1つの数値を符号部1ビット＋指数部15ビット＋仮数部64ビットで表し、指数部はゲタ履き表現でエクセス16383である。仮数部が他の形式と異なり、ケチ表現ではない（非正規化数ではない時の、最上位ビットを省略することをせず、明示的に値が1のビットがある）ことに注意が必要である。

x87の拡張倍精度浮動小数点数型式
sign:符号部、exponent:指数部、fraction:仮数部

IEEE 754でも拡張倍精度について扱っているが、具体的な形式について定義はしていない。